# Josu Jon Imaz San Miguel
Josu Jon Imaz San Miguel (Zumarraga, Guipúscoa, 6 de setembre de 1963) és un polític basc.

## Biografia
És doctor en Ciències Químiques per la Universitat del País Basc –Euskal Herriko Unibertsitatea– i es va llicenciar a la Facultat de Ciències Químiques de Sant Sebastià, on se li va concedir el premi extraordinari de final de carrera. La seva especialitat són els polímers. Alhora, el 1978 es va afiliar al Partit Nacionalista Basc. Durant el curs 1989-1990 es va formar en Direcció General d'Empreses, dins el Pla de formació de la Direcció General d'Ikasbide-Grupo Cooperativo Mondragón. L'any 1994 va finalitzar la tesi doctoral a l'Escola Superior d'Enginyers Industrials de Bilbao.
El desembre de 1986 el centre tecnològic INASMET el va enviar al centre francès CETIM de Nantes, amb una beca del Ministeri d'Indústria i Energia, dins el programa de formació d'investigadors a l'estranger. Durant el període 1987-1989 va ser responsable de l'Àrea de Compòsits i Polímers d'INASMET. Més tard, durant el període 1989-1991, es va incorporar al Grupo Cooperativo Mondragón com a promotor industrial. També va ser responsable del Departament de màrqueting i relacions exteriors d'INASMET durant els anys 1991-1994.
Va ser escollit eurodiputat en les eleccions al Parlament Europeu de 1994 pel PNB, càrrec que va ocupar fins que el 7 de gener de 1999 va ser nomenat conseller d'Indústria, Comerç i Turisme del Govern Basc i portaveu del mateix Govern Basc. A partir del consell de govern celebrat el 17 de juliol de 2001 va tornar a ser titular de la cartera d'Indústria, Comerç i Turisme del Govern Basc i portaveu del govern, càrrecs que va ocupar fins al 13 de gener de 2004. Finalment, a l'assemblea general de l'Euzko Alderdi Jeltzalea-Partit Nacionalista Basc, celebrada els dies 17 i 18 de gener de 2004, va ser elegit president de l'Euzkadi Buru Batzar (executiva nacional), càrrec que va ocupar fins a l'anunci el 12 de setembre de 2007 de la seva retirada de la política, per discrepàncies amb el sector sobiranista. L'enfrontament pel lideratge del PNB es mantenia des de la seva pugna per la Presidència del EBB el 2003 amb Joseba Egibar, partidari de tesis independentistes.
El 2006 li fou concedida la Creu de Sant Jordi pel Govern de la Generalitat de Catalunya. El 30 d'abril de 2014 fou nomenat conseller delegat de Repsol.

## Currículum polític
- Afiliat a EAJ-PNB l'any 1978
- President d'EGI Urretxu-Zumarraga (1979-1982)
- Membre del Consell Regional Euzko Gaztedi Guipúscoa (1980-1986)
- Membre del Consell Nacional d'EGI (1981-1986)
- Membre de la Junta Municipal d'EAJ-PNB d'Urretxu-Zumarraga (1979-1982)
- Representant de l'Assemblea Nacional EAJ-PNB durant els períodes següents:
  - 1983-1985
  - 1986-1988
  - 1992-1994
- Membre del GBB (1988-1990)
- Tinent d'alcalde i conseller d'Hisenda i Desenvolupament de Zumarraga (1991-1995)
- Diputat al Parlament Europeu (1994-1999)
- Membre de la Comissió de Pressupostos, Indústria i Afers Econòmics i Pesca
- Vicepresident de la Subcomissió Monetària
- Conseller d'Indústria, Comerç i Turisme i portaveu del Govern (1999-2001)
- Parlamentari basc per Guipúscoa (2001)
- Conseller d'Indústria, Comerç i Turisme i portaveu del Govern (2001-2003)
- President de l'EBB d'EAJ-PNB (2004)